# Eirð
Eirð ist eine 2014 gegründete Doom-Metal-Band.

## Geschichte
Andreas Georg Libera von Spirit Descent und Cold Embrace gründete Eirð 2014. Multiinstrumentalist und Sänger Libera kooperierte bereits früh für Eirð mit unterschiedlichen Musikern. Insbesondere Sängerinnen, dabei auch Luci van Org, lud er in die Kooperation. Im Jahr 2019 kündigte er die Ausgestaltung des Soloprojektes Eirð zu einer Band mit stabiler Konstellation an. Als künftige Bandmitglieder, die sich auf dem angekündigten Album A Voidchaser's Elegy (ursprünglicher Arbeitstitel Ancient Distant Void) beteiligen sollten, benannte Libera den Schlagzeuger Philipp Bungenberg, den Bassisten Andreas Schiffmann und Sängerin Kristien Cools von der belgischen Band Splendidula.
Libera veröffentlichte mehrere Demoaufnahmen als Download sowie unterschiedliche Zusammenstellungen der Demos. Diese erste Phase beendete er um den Jahreswechsel 2017 und 2018 mit der, die frühen Veröffentlichungen aufarbeitenden, Download-Alben-Reihe Cosmos One – The (Un)known Universe, On Earth and Far Beyond und Of Seasons and Moods. Das erste physisch erhältliche Studioalbum Rituals erschien folgend in Kooperation mit dem russischen Label Endless Winter im Dezember 2018. Auch von Rituals erschienen bereits 2016 vorab Arbeits- und Rohfassungen als Download. Ian Morrissey besprach eine der Vorab-Varianten für Doom-Metal.com und vergab 6,5 von optionalen zehn Punkten. Das Album weise einzigartige, majestätische und schwebende Augenblicke auf, kranke jedoch am Ende bis hin zum Ende, dass ihn „überwältigend [ge]nervt“ habe. Mit der Veröffentlichung des Albums über Endless Winter schloss Libera auch den zweiten Zyklus des Projektes und kündigte mit der 2021 veröffentlichten Download-Album Prelude to Void einen weiteren zusammenhängenden Zyklus unter dem Gesamtkonzept des Projektes an. Als dieses Konzept gilt die Suche nach und Manifestation von „Seelenheil, Innerer Ruhe und Ausgeglichenheit“. Der Auftakt des neuen Zyklus wurde als „wirklich lohnend“ gelobt. Eric Poulin von Metal-Temple.com vergab 9 von optionalen 10 Punkten mit Auszeichnung für Prelude To Void und nannte es „nahezu Perfekt“.
Mit Prelude To Void begann, seit dem Beginn der Kompositionen 2019, eine neue Schaffensphase von Eirð, da die Kompositionen nicht mehr überwiegend instrumental dargeboten werden, sondern von Gesängen in einer eigens entwickelten und spontan „in situ“ vorgetragenen als „Seelensprache“ titulierten Phantasie- und Lautsprache ergänzt werden. Diese Entwicklung wurde auf dem Album A Voidchaser’s Elegy fortgesetzt. Das Album wurde im Januar 2022 über Solitude Productions veröffentlicht.

## Stil
Eirð präsentiert einen eigenwillig, als sich im Spektrum des Doom Metal abhebend gekennzeichneten Stil, der einen rituellen Klang „aus langwierig strukturierten Kompositionen“ arrangiert. Die Musik des Projektes wird mit Funeral Doom, Avantgarde, Post-Rock, Drone Doom und Ambient assoziiert und überwiegend als avantgardistischer Hybrid aus Post-Rock, Ambient und Funeral Doom wahrgenommen. Allgemein wird die Musik in dieser hybriden Form auch mit dem Begriff Atmospheric Doom kategorisiert. Auf der Facebookseite des Projekts wird zudem der Begriff Doomed Cosmic Soundspheres verwendet, welcher einen Bezug zum musikalisch-thematischen Inhalt darstellen soll. Die Kompositionen sind mit fünfzehn Minuten, für Musik im Spektrum des Metal und mehr lang und überwiegend instrumental gehalten. Der Atmosphäre wird ein religiöser Impetus zugeschrieben, der insbesondere aus dem ätherischen Gastgesang assoziiert wird. Der gutturale Gesang von Libera steht diesem als „bizarr“ wahrgenommen gegenüber.

## Diskografie (Auswahl)
- 2014: A Silent Spirit’s Aftermath (Download-Demo, Selbstverlag; 2018: Loneravn Records)
- 2017: Cosmos One – The (Un)known Universe (Download-Album, Selbstverlag; 2018: Loneravn Records)
- 2017: On Earth and Far Beyond - Demos 2014-2016 (Download-Kompilation, Selbstverlag; 2018: Loneravn Records)
- 2018: Of Seasons and Moods - Demos 2018 (Download-Demo, Selbstverlag)
- 2018: Rituals (Album, Download: Loneravn Records, CD: Endless Winter)
- 2021: Prelude to Void (Download-Album, Loneravn Records)
- 2022: A Voidchaser’s Elegy (Album, Solitude Productions)
- 2023: A Luminous Cycle (Download-EP, Selbstverlag)
- 2024: The Voidchaser's Destiny (Part 1: Hope)  (Download-Album, Selbstverlag)